# كلير مارتن (لاعبة جمباز فني)
كلير مارتن (بالفرنسية: Claire Martin)‏ هي لاعبة جمباز فني فرنسية، ولدت في 12 مايو 1998 في فرساي في فرنسا.